# シヴ・クマール・シャルマ

シヴ・クマール・シャルマ（2015年）

シヴ・クマール・シャルマ（英語: Shiv Kumar Sharma、ヒンディー語: शिवकुमार शर्मा 、1938年1月13日 - 2022年5月10日）は、北インドの古典音楽であるヒンドゥスターニー音楽を代表するサントゥール奏者。

## 生い立ち
北インドのジャンムー・カシミール州の宮廷音楽家であったウマー・ドゥット・シャルマ (Uma Dutt Sharma)の一人息子として生まれたシャルマは、幼少からヒンドゥスターニー音楽の声楽と打楽器タブラの英才教育を受けた。
14歳のとき、シュリーナガル（カシミールの首都）の全インド・ラジオ局（All India Radio)で専属の音楽家として働いていた父から、カシミールの宗教音楽であるスーフィアーナ・ムースィーキー (sufiyana musiqi)の伴奏楽器として演奏されていたサントゥールを与えられた。
この時、父はシャルマに言った。
「将来、サントゥールはシヴ・クマール・シャルマの代名詞になるだろう。無から有を生み出しなさい。そうすれば、パイオニアとして人々に賞賛されることだろう」。

## 古典音楽家として
シャルマの最大の功績は、それまで古典音楽では使われていなかったサントゥールをインドを代表する古典音楽の楽器へと築き上げたことである。しかし、実際のところその道のりは平坦ではなかった。
古典音楽のラーガの演奏は、声楽を基礎にしているため、声を模写した音を引き伸ばし、音程を上げ下げするミーンド (meend)という奏法が重要であった。しかし、サントゥールは木の胴体に張られた弦を叩いて音を出すという構造上の問題から、ミーンドが困難であった。そのため、当初サントゥールの演奏に対する人々の反応は、二つに分かれたという。つまり、新しい音楽の誕生を喜ぶ人々と、それまでの固定観念に縛られ、シャルマの演奏に批判的であった人々がいたのであった。
そのようなさまざまな声が渦巻くなか、シャルマはサントゥールの楽器としての質を向上させ、撥さばきによって歌を歌うようなミーンド奏法を編み出し、独自の音楽スタイルを確立していった。それはメロディとリズムがバランスよく、高いクオリティで融合された、甘美な芸術音楽であった。

## 受賞
シャルマは、国内外のさまざまな賞を受賞している。
- 1985年 アメリカ、バルチモア州の名誉市民賞
- 1986年 サンギータ・ナータク・アカデミー賞（英語版）
- 1991年 パドマ・シュリー勲章
- 2001年 パドマ・ヴィブーシャン勲章（英語版）

## ディスコグラフィ

### アルバム
- Santoor & Guitar (1964年)
- Shivkumar Sharma (1967年) ※2005年再発 "First LP Record of Pandit Shivkumar Sharma"
- Call of the Valley (1967年)
- ...When Time Stood Still! (1982年)
- Rag Madhuvanti & Rag Misra Tilang (1987年)
- Hypnotic Santoor (1988年)
- Maestro's Choice, Series One (1991年)
- A Sublime Trance (1991年)
- The Glory of Strings (1991年)
- Raga Purya Kalyan (1991年)
- Rag Rageshri (1993年)
- Raga Bhopali vol I (1993年)
- Raga Kedari vol II (1993年)
- Varshā – A Homage to the Rain Gods (1993年)
- Sound Scapes, Music of the Mountains (1994年)
- Hundred Strings of Santoor (1994年)
- The Pioneer of Santoor (1994年)
- Raag Bilaskhani Todi (1994年)
- A Morning Raga Gurjari Todi (1994年)
- Feelings (1994年)
- The Valley Recalls - In Search of Peace, Love & Harmony (1996年)
- The Valley Recalls - Raga Bhoopali (1996年)
- Yugal Bandi (1996年)
- Maestro's Choice, Series Two (1999年)
- Sampradaya (1999年)
- Rasdhara (1999年)
- Ananda Bliss (2002年)
- The Flow of Time (2002年)
- Sangeet Sartaj (2002年)
- Vibrant Music for Reiki (2003年)
- Sympatico (Charukeshi – Santoor) (2004年)
- The Inner Path (Kirvani – Santoor) (2004年)
- Essential Evening Chants (2007年) ※with Hariprasad Chaurasia